# Cabinet Dreyer II
Pour les articles homonymes, voir Cabinet Dreyer.
Land de Rhénanie-Palatinat
Dreyer I Dreyer III
Le cabinet Dreyer II (en allemand : Kabinett Dreyer II) est le gouvernement du Land de Rhénanie-Palatinat entre le 18 mai 2016 et le 18 mai 2021, durant la 17e législature du Landtag.

## Historique du mandat
Ce gouvernement est dirigé par la ministre-présidente sociale-démocrate sortante Malu Dreyer. Il est constitué et soutenu par une « coalition en feu tricolore » entre le Parti social-démocrate d'Allemagne (SPD), le Parti libéral-démocrate (FDP) et l'Alliance 90 / Les Verts (Grünen). Ensemble, ils disposent de 52 députés sur 101, soit 51,5 % des sièges du Landtag.
Il est formé à la suite des élections régionales du 13 mars 2016.
Il succède donc au cabinet Dreyer I, constitué et soutenu par une « coalition rouge-verte » entre le SPD et les Grünen.
Au cours du scrutin, les sociaux-démocrates perdent quelques sièges mais confirme sa position de premier parti du Land. Les écologistes, qui avaient atteint leur maximum historique en 2011, divisent leur représentation par trois, passant de la troisième à la cinquième place des forces politiques. En conséquence, l'alliance au pouvoir perd sa majorité.
Les deux partis décident alors de convier les libéraux à leurs négociations, qui acceptent le 30 avril. Trois semaines plus tard, un accord est conclu, formant la quatrième coalition en feu tricolore de l'histoire allemande.
Le 25 novembre 2020, à moins de six mois des élections régionales, la ministre de l'Environnement Ulrike Höfken annonce son intention de démissionner de ses fonctions le 31 décembre à la suite d'une contestation juridique d'une pratique de promotion du ministère.

## Composition
- Les nouveaux ministres sont indiqués en gras, ceux ayant changé d'attributions en italique.

| Poste | Ministre | Ministre                                         | Parti  |
| --- | -------- | ------------------------------------------------ | ------ |
| Ministre-présidente                                                                                        |          | Malu Dreyer                                      | SPD    |
| Vice-ministre-président Ministre de l'Économie, des Transports, de l’Agriculture et de la Viticulture      |          | Volker Wissing                                   | FDP    |
| Ministre de l'Intérieur et des Sports                                                                      |          | Roger Lewentz                                    | SPD    |
| Ministre des Finances                                                                                      |          | Doris Ahnen                                      | SPD    |
| Ministre de la Justice                                                                                     |          | Herbert Mertin                                   | FDP    |
| Ministre du Travail, des Affaires sociales, de la Santé et de la Démographie                               |          | Sabine Bätzing-Lichtenthäler                     | SPD    |
| Ministre de l'Éducation                                                                                    |          | Stefanie Hubig                                   | SPD    |
| Ministre de la Science, de la Formation et de la Culture                                                   |          | Konrad Wolf                                      | Sans   |
| Ministre de l'Environnement, de l'Énergie, de l’Alimentation et des Forêts                                 |          | Ulrike Höfken (jusqu'au 31/12/2020) Anne Spiegel | Grünen |
| Ministre de la Famille, des Femmes, de la Jeunesse, de l’Intégration et de la Protection des consommateurs |          | Anne Spiegel                                     | Grünen |